# Afro-Shirazi Partij
De Afro-Shirazi Partij (ASP) was een partij op de eilanden Zanzibar en Pemba. De partij werd in 1957 onder de naam Afro-Shirazi Unie (ASU) opgericht door sjeik Abeid Karume. De ASP was een partij die opkwam voor de belangen van de Shirazi's (Bantus) van Zanzibar en Pemba.
De ASU behaalde voor de onafhankelijk van 1963 grote verkiezingsoverwinningen, doch werd niet zo groot als de ZNP-ZPPP (Zanzibar Nationale Partij-Zanzibar en Pemba Volkspartij) coalitie. De ZNP en ZPPP waren overwegend Arabische partijen. Eind 1963 werd de naam van de ASU veranderd in Afro-Shirazi Partij (ASP).
In december 1963 werden Zanzibar en Pemba het onafhankelijke Sultanaat Zanzibar met een ZNP-ZPPP coalitie aan de macht.
In januari 1964 maakte de jonge revolutionair John Okello ("Veldmaarschalk John Okello") op bloedige een einde aan de monarchie op Zanzibar en Pemba en riep hij de volksrepubliek uit. Hij droeg de macht over aan sjeik Abeid Karume van de ASP die een coalitie vormde met de Umma Partij van Abdulrahman Muhammad Babu, maar al gauw trok Karume alle macht naar zich toe en werd president van de Volksrepubliek Zanzibar en Pemba. De ASP werd de enige toegestane partij op
In 1964 sloten Zanzibar en Tanganyika zich aaneen tot de Verenigde Republiek Tanzania (aanvankelijk Verenigde Republiek Tanganyika-Zanzibar geheten). Karume (nu vicepresident van Tanzania én president van Zanzibar) en diens ASP behielden echter alle macht op Zanzibar en Karume zocht steun bij Oost-Europese staten (Duitse Democratische Republiek) en de Sovjet-Unie. In 1972 werd sjeik Abeid Karume voor het hoofdkwartier van ASP doodgeschoten.
Mwinyi Abeid Jumbe volgde Karume op als president van Zanzibar. Hij liet in 1977 de ASP fuseren met de TANU van president Julius Nyerere van Tanzania. De nieuwe partij kreeg de naam Chama Cha Mapinduzi (Revolutionaire Staatspartij).